# Elatostema dulongense
Elatostema dulongense är en nässelväxtart som beskrevs av Wen Tsai Wang. Elatostema dulongense ingår i släktet Elatostema och familjen nässelväxter. Inga underarter finns listade i Catalogue of Life.